# Sluis Stavoren

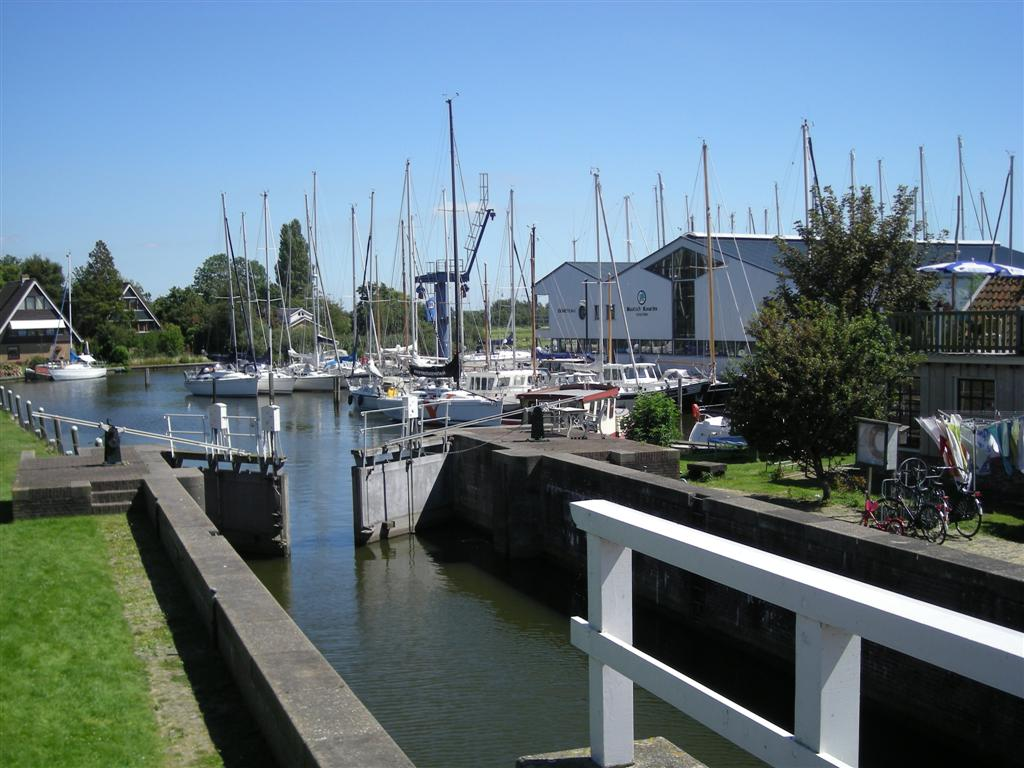
Sluis Stavoren

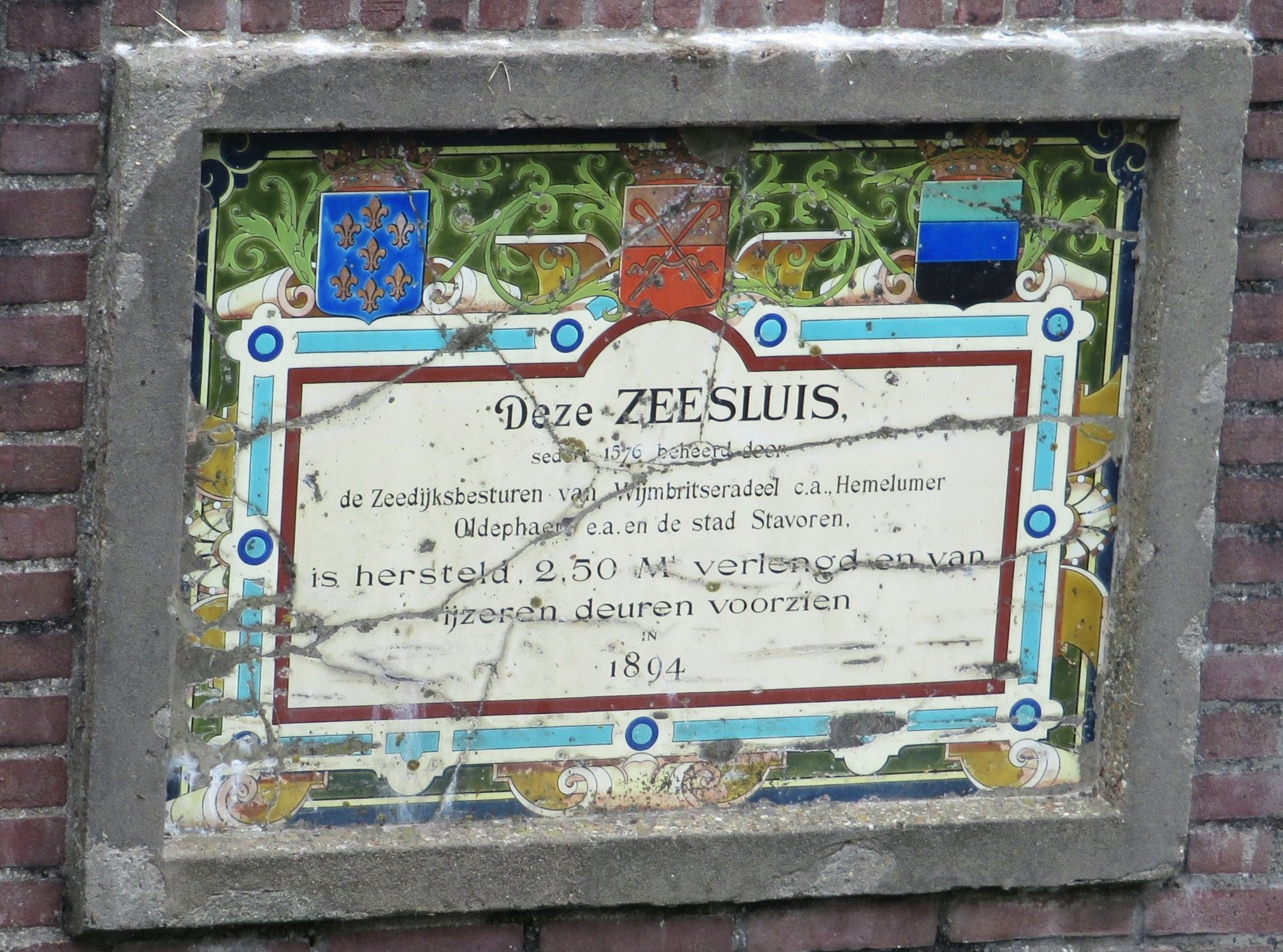
Muursteen

Sluis Stavoren is een schutsluis in Stavoren.
Deze sluis in Stavoren is de voormalige zeesluis uit 1576. De nieuwe sluis (1966) ten zuiden van Stavoren is de Johan Frisosluis.
Op een steen in de noordelijke muur van de sluis staat:
Deze ZEESLUIS sedert 1576 beheerd door de Zeedijksbesturen van Wijmbritseradeel c.a., Hemelumer Oldephaert e.a. en de stad Stavoren. Is hersteld 2.50 M verlengd en van ijzeren deuren voorzien in 1894.
Over de westzijde van de sluis ligt een brug. Bij de sluis staat de woning van de sluiswachter en ook Het Vrouwtje van Stavoren. Achter de sluis bevindt zich een kleine jachthaven.